# Алхимик (фильм, 1989)
«Алхимик» — польский фильм в жанре фэнтези 1989 года.

## Сюжет
Алхимик Сендивиус прибывает ко двору короля Фридерика и утверждает, что владеет рецептом превращений. Он утверждает, что в результате трансмутации выделяются ядовитые газы, и просит всех покинуть комнату. Через некоторое время прибывает Сендивус с золотом, которое, как он ошибочно утверждает, является результатом трансмутации. В награду он просит короля освободить заключенного в тюрьму алхимика Томаша Сетона, владеющего настоящим рецептом трансмутации. Сетона освобождают, однако он уже в агонии и не может сообщить Сендивусу ничего ценного. Единственная надежда Сендивуса — найти жену Сетона, сатанистку Терезу Сетон, которая может обладать рецептом.

## В ролях
- Байор, Михал — Prince Fryderyk
- Бенуа, Мариуш — Father Hieronim
- Боровский, Хенрик — Father Salezy
- Войт, Мечислав — Confessor
- Высоцкий, Петр — Father Mervill
- Дмоховский, Мариуш — Master Melchior
- Ковальчик, Август — Seton
- Лукашевич, Ольгерд — Sendivius
- Махалица, Хенрик — Vasari
- Немчик, Леон — Zwinger
- Новак, Ежи — Prince Kiejstut
- Павлицкий, Михал — Von Lotz
- Пара, Юзеф — Honauer
- Фраковяк, Марек — Korwin
- Щепковска, Иоанна — Teresa Seton